# Platygaster crassa
Platygaster crassa är en stekelart som först beskrevs av Kryger och Otto Schmiedeknecht 1938.  Platygaster crassa ingår i släktet Platygaster och familjen gallmyggesteklar. Inga underarter finns listade i Catalogue of Life.